# Hemfurth-Edersee
Hemfurth-Edersee ist ein Ortsteil von Edertal im nordhessischen Landkreis Waldeck-Frankenberg. Der Ort, bis 2020 staatlich anerkannter Luftkurort, liegt oberhalb am Südende der Staumauer der Edertalsperre.
In der Gemarkung von Hemfurth liegt etwas weiter westlich die Siedlung Rehbach.

## Geographische Lage
Die beiden Ortsteile von Hemfurth-Edersee – Hemfurth im Südwesten und Edersee im Nordosten – liegen am Nordrand des Kellerwalds und südlich des Ostteils des Edersees. Der Ortsteil Edersee liegt unmittelbar südlich der Edertalsperre, und der Ortsteil Hemfurth am Westende des weiter südlich gelegenen Affolderner Sees. Zu Hemfurth-Edersee gehört auch die Ortslage Rehbach, die westlich von Hemfurth am Südufer des Edersees liegt. Die gesamte Ortschaft befindet sich innerhalb des Naturparks Kellerwald-Edersee auf 204 bis 539,2 m ü. NHN. Östlich vorbei an beiden Ortsteilen fließt nach dem Durchlaufen der Edertalsperre die Eder, die bald darauf auch den Affolderner See durchfließt.

## Geschichte

### Ortsgeschichte
Die älteste bekannte schriftliche Erwähnung von Hemfurth erfolgte im Jahr 1216 unter dem Namen Hacforde in einer Urkunde des Klosters Bredelar.
Die Kirche in Hemfurth wurde im Jahr 1847 anstelle einer 1843 abgerissenen Fachwerkkirche eingeweiht. Zu ihrer 150-Jahr-Feier im Jahre 1997 wurde das klassizistische Kirchengebäude umfangreich restauriert; noch bis 1999 dauerte die Instandsetzung der Orgel. Die Brücke über die Eder wurde 1890 erbaut.
Der Ortsteil Edersee entwickelte sich aus der Siedlung, die beim Bau der Talsperre für die Mitarbeiter der Talsperrenverwaltung angelegt wurde. Die Gebäude wurden wie die Sperrmauer mit Grauwacke-Steinen errichtet. Im Ortsteilzentrum befindet sich noch heute die Dienststelle des Außenbezirks Edertal des Wasserstraßen- und Schifffahrtsamt Weser.
Die kurzlebige Gemeinde Hemfurth-Edersee entstand am 1. September 1968 aus dem Zusammenschluss der beiden Gemeinden Hemfurth und Edersee. Hemfurth verdankt den Ortsnamen der Lage an einer Furt.
Hessische Gebietsreform (1970–1977)
Zum 31. Dezember 1971 fusionierte im Zuge der Gebietsreform in Hessen die Gemeinde Hemfurth-Edersee – wie auch die Gemeinden Affoldern, Anraff, Böhne, Bringhausen, Buhlen, Königshagen, Mehlen und Wellen – mit der am 1. Juli 1971 gegründeten Gemeinde Edertal zur Großgemeinde Edertal.
Für Hemfurth-Edersee, wie für alle ehemaligen Gemeinden von Edertal, wurden Ortsbezirke mit Ortsbeirat und Ortsvorsteher nach der Hessischen Gemeindeordnung gebildet.

### Verwaltungsgeschichte im Überblick
Die folgende Liste zeigt die Staaten und Verwaltungseinheiten, in denen Hemfurth-Edersee lag:
- vor 1712: Heiliges Römisches Reich, Grafschaft Waldeck, Amt Waldeck
- ab 1712: Heiliges Römisches Reich, Fürstentum Waldeck, Amt Waldeck
- ab 1807: Fürstentum Waldeck, Amt Waldeck
- ab 1815: Fürstentum Waldeck, Oberamt der Eder
- ab 1816: Fürstentum Waldeck, Oberjustizamt der Eder
- ab 1850: Fürstentum Waldeck-Pyrmont (seit 1849), Kreis der Eder[Anm. 1]
- ab 1867: Fürstentum Waldeck-Pyrmont (Akzessionsvertrag mit Preußen), Kreis der Eder
- ab 1871: Deutsches Reich, Fürstentum Waldeck-Pyrmont, Kreis der Eder
- ab 1919: Deutsches Reich, Freistaat Waldeck-Pyrmont, Kreis der Eder
- ab 1929: Deutsches Reich, Freistaat Preußen, Provinz Hessen-Nassau, Regierungsbezirk Kassel, Kreis der Eder
- ab 1942: Deutsches Reich, Freistaat Preußen, Provinz Hessen-Nassau, Regierungsbezirk Kassel, Landkreis Waldeck
- ab 1944: Deutsches Reich, Freistaat Preußen, Provinz Kurhessen, Regierungsbezirk Kassel, Landkreis Waldeck
- ab 1945: Deutsches Reich, Amerikanische Besatzungszone, Groß-Hessen, Regierungsbezirk Kassel, Landkreis Waldeck
- ab 1946: Deutsches Reich, Amerikanische Besatzungszone, Hessen, Regierungsbezirk Kassel, Landkreis Waldeck
- ab 1949: Bundesrepublik Deutschland, Hessen, Regierungsbezirk Kassel, Landkreis Waldeck
- ab 1972: Bundesrepublik Deutschland, Hessen, Regierungsbezirk Kassel, Landkreis Waldeck, Gemeinde Edertal
- ab 1974: Bundesrepublik Deutschland, Hessen, Regierungsbezirk Kassel, Landkreis Waldeck-Frankenberg, Gemeinde Edertal

### Bevölkerung
Einwohnerstruktur 2011
Nach den Erhebungen des Zensus 2011 lebten am Stichtag dem 9. Mai 2011 in Hemfurth-Edersee 795 Einwohner. Darunter waren 27 (3,4 %) Ausländer. Nach dem Lebensalter waren 114 Einwohner unter 18 Jahren, 306 waren zwischen 18 und 49, 180 zwischen 50 und 64 und 196 Einwohner waren älter. Die Einwohner lebten in 390 Haushalten. Davon waren 147 Singlehaushalte, 132 Paare ohne Kinder und 87 Paare mit Kindern, sowie 18 Alleinerziehende und 6 Wohngemeinschaften. In 114 Haushalten lebten ausschließlich Senioren und in 242 Haushaltungen leben keine Senioren.
Einwohnerentwicklung Hemfurth
 Quelle: Historisches Ortslexikon
- 1620: 22 Häuser
- 1650: 19 Häuser
- 1738: 26 Häuser
- 1770: 28 Häuser, 154 Einwohner

| Hemfurth: Einwohnerzahlen von 1770 bis 2020 | Hemfurth: Einwohnerzahlen von 1770 bis 2020 | Hemfurth: Einwohnerzahlen von 1770 bis 2020 | Hemfurth: Einwohnerzahlen von 1770 bis 2020 | Hemfurth: Einwohnerzahlen von 1770 bis 2020 |
| --- | ------------------------------------------- | ------------------------------------------- | ------------------------------------------- | ------------------------------------------- |
| Jahr |                                             |                                             |                                             | Einwohner                                   |
| 1770 | 1770                                        |                                             | 154                                         | 154                                         |
| 1800 | 1800                                        |                                             | ?                                           | ?                                           |
| 1834 | 1834                                        |                                             | 290                                         | 290                                         |
| 1840 | 1840                                        |                                             | 310                                         | 310                                         |
| 1846 | 1846                                        |                                             | 300                                         | 300                                         |
| 1852 | 1852                                        |                                             | 297                                         | 297                                         |
| 1858 | 1858                                        |                                             | 309                                         | 309                                         |
| 1864 | 1864                                        |                                             | 299                                         | 299                                         |
| 1871 | 1871                                        |                                             | 261                                         | 261                                         |
| 1875 | 1875                                        |                                             | 240                                         | 240                                         |
| 1885 | 1885                                        |                                             | 294                                         | 294                                         |
| 1895 | 1895                                        |                                             | 286                                         | 286                                         |
| 1905 | 1905                                        |                                             | 265                                         | 265                                         |
| 1910 | 1910                                        |                                             | 403                                         | 403                                         |
| 1925 | 1925                                        |                                             | 316                                         | 316                                         |
| 1939 | 1939                                        |                                             | 398                                         | 398                                         |
| 1946 | 1946                                        |                                             | 588                                         | 588                                         |
| 1950 | 1950                                        |                                             | 577                                         | 577                                         |
| 1956 | 1956                                        |                                             | 498                                         | 498                                         |
| 1961 | 1961                                        |                                             | 450                                         | 450                                         |
| 1967 | 1967                                        |                                             | 481                                         | 481                                         |
| 1980 | 1980                                        |                                             | ?                                           | ?                                           |
| 1990 | 1990                                        |                                             | ?                                           | ?                                           |
| 2000 | 2000                                        |                                             | ?                                           | ?                                           |
| 2011 | 2011                                        |                                             | 795                                         | 795                                         |
| 2015 | 2015                                        |                                             | 752                                         | 752                                         |
| 2020 | 2020                                        |                                             | 803                                         | 803                                         |
| Datenquelle: Historisches Gemeindeverzeichnis für Hessen: Die Bevölkerung der Gemeinden 1834 bis 1967. Wiesbaden: Hessisches Statistisches Landesamt, 1968. Weitere Quellen: LAGIS; Gemeinde Edertal; Zensus 2011 Ab 1968 mit dem Ort Edersee |                                             |                                             |                                             |                                             |

Zum Zeitpunkt des Zusammenschlusses 1968 hatte die Gemeinde Edersee 324 Einwohner.
Historische Religionszugehörigkeit (Hemfurth)
| • 1895: | 284 evangelische (= 99,30 %), keine katholischen oder jüdischen, ein anderer (= 0,35 %) Einwohner |
| • 1961: | 378 evangelische (= 84,00 %), 59 katholische (= 13,11 %) Einwohner                                |

## Wirtschaft und Infrastruktur

### Tourismus

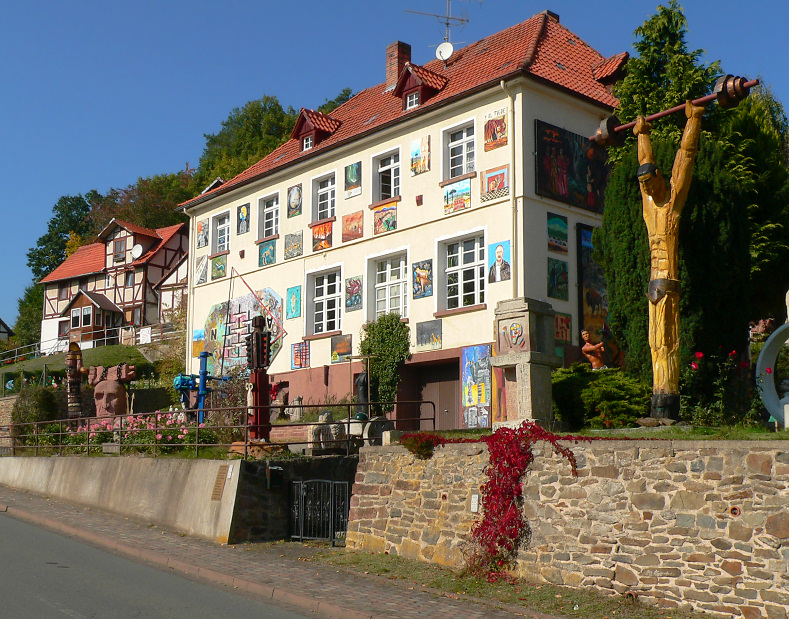
Künstlerhaus im Ort

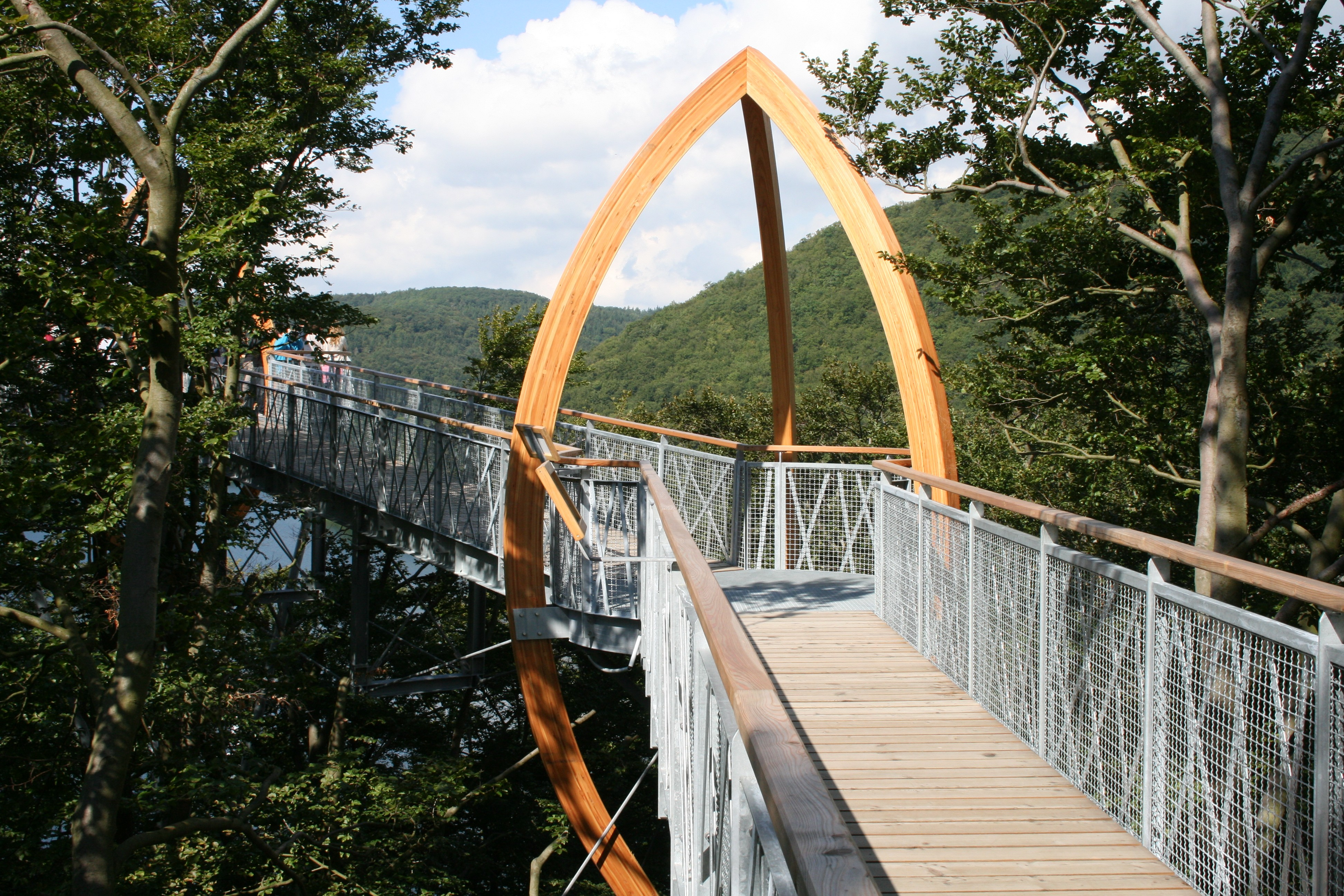
Baumkronenweg am Edersee

Hemfurth-Edersee weist mehrere touristische Ziele auf. Neben dem Edersee ziehen der nordwestlich von Hemfurth gelegene Wildpark Edersee mit Greifvogelstation, der in Hemfurth nahe der Edertalsperre befindliche Wasserspielplatz Aquapark und auch der TreeTopWalk – Der Baumkronenweg am Edersee zahlreiche Besucher an. Ihnen bieten sich außerdem Pensionen, Cafés und Restaurants an.
In der Ortslage Rehbach befinden sich zahlreiche Ferienwohnungen und Bootsliegeplätze, sowie Campingplätze, Gaststätten und eine Segelschule.
Südlich des Ortsteils Edersee befinden sich die Pumpspeicherkraftwerke Waldeck I und II; sehenswert ist das Kavernenkraftwerk Waldeck II. Vom Westende des südlich gelegenen Stausees Affolderner See führt ein Weg zum Peterskopf (507,5 m). Dort befindet sich die höchste Erhebung von Hemfurth-Edersee in Form des Ermerod (539,2 m). Ebenso zu finden sind dort die beiden Oberbecken der Pumpspeicherkraftwerke sowie die Bergstation der Peterskopfbahn, die als Standseilbahn aus dem Edertal hinauf zu den Oberbecken führt.

### Verkehr
Der Haltepunkt Hemfurth-Edersee lag an einem Abzweig der Ederseebahn. Hier wurde von 1996 bis 2001 im Sommer touristischer Verkehr angeboten.